# Катрин Парк-о-Дамская
Катрин Парк-о-Дамская или Екатерина Лёвенская (англ. Catherine of Parc-aux-Dames, род. в нач. XIII века, Лёвен — ?) — блаженная Римско-католической церкви, монахиня, мистик.

## Жизнеописание
Появилась на свет в XIII веке в городе Лёвен (тогда территория Франции) в еврейской семье под именем Рахиль. Генрих I Смелый был частым посетителем в её доме, где происходили жгучие дебаты на религиозные темы. Отец девочки (по вероисповеданию иудей) не разделял речи католика. Частенько святой отец неистово разбивал своего оппонента красноречием и в такие минуты восприимчивая девочка раз за разом всё твёрже убеждалась в иной религии.
Испугавшись христианского влияния на свою дочь родители отсылают ребёнка подальше от Рейна, в надежде заключить брачный союз. Рахиль была обеспокоена таким решением, а однажды ночью у неё было видение Девы Марии, которая предложила спасение и нарекла Екатериной. Девочка тайно сбегает из дома, примыкает к лёвенским монахам-цистерцианцам и берёт новое имя — Катрин.
Её родители обращались с требованием о возвращении дочери к епископу Лёвена, к Генриху I герцогу Брабанты и даже к папе римскому Гонорию III. Семейство предлагало большие деньги за возвращение Катрин, но Епископ и герцог дали своё согласие, а Энгельберт II, архиепископ Кёльна, и Уильям, аббат Клерво, отклонили это требование. В итоге отец сам пошёл за ней в монастырь. Согласно преданию девушка ничего не знала о приходе родителя в обитель, однако сказала: «Не знаю откуда и почему, но я чую еврейское зловоние». Катрин даже отказалась выйти.
В монастыре женщина проживала до своей смерти и здесь же с ней происходили видения и чудеса.
Память 4 мая.